# Екс машина (филм)
Екс машина или Екс макина (енгл. Ex Machina) британски је научнофантастични психолошки трилер из 2015. године редитеља и сценаристе Алекса Гарланда, и уједно његов редитељски првенац.

## Радња
Млади програмер Kејлеб весели се што је управо он, од свих запослених, добио прилику да проведе неколико дана са главним директором своје фирме. Али, оно што се чини као позив на необавезно дружење, у ствари је почетак експеримента у ком ће Kејлеб тестирати границе своје људскости након што упозна вештачко створено биће у прелепом женском телу.

## Главне улоге
| Глумац           | Улога          |
| ---------------- | -------------- |
| Донал Глисон     | Кејлеб Смит    |
| Алисија Викандер | Ава            |
| Оскар Ајзак      | Нејтан Бејтман |
| Соноја Мизуно    | Кјоко          |